# Larry Robinson (astronome)
Pour les articles homonymes, voir Larry Robinson (homonymie) et Robinson.
Larry Robinson est un astronome amateur américain.
Robinson travaille à l'observatoire Sunflower d'Olathe dans le Kansas aux États-Unis. Le Centre des planètes mineures le crédite de la découverte de dix-sept astéroïdes, découvertes effectuées entre 1999 et 2001.
L'astéroïde (18873) Larryrobinson lui est dédié.

## Astéroïdes découverts
| (18984) Olathe      | 2 septembre 2000  |
| (19019) Sunflower   | 17 septembre 2000 |
| (19857) Amandajane  | 19 octobre 2000   |
| (20517) Judycrystal | 11 septembre 1999 |
| (24162) Askaci      | 17 novembre 1999  |
| (25890) Louisburg   | 3 novembre 2000   |
| (36445) Smalley     | 23 août 2000      |
| (41279) Trentman    | 8 décembre 1999   |
| (41943) Fredrick    | 3 décembre 2000   |
| (62134) 2000 SJ5    | 21 septembre 2000 |
| (77421) 2001 GB     | 1er avril 2001    |
| (92061) 1999 WA8    | 29 novembre 1999  |
| (97467) 2000 CH33   | 5 février 2000    |
| (98408) 2000 UD11   | 19 octobre 2000   |
| (106748) 2000 XG2   | 3 décembre 2000   |
| (108307) 2001 JK1   | 13 mai 2001       |
| (153038) 2000 QT    | 23 août 2000      |